# Opowieść starego dębu
Opowieść starego dębu (ros. Сказка старого дуба, Skazka starogo duba) – radziecki film animowany z 1949 roku w reżyserii Olgi Chodatajewy.

## Fabuła
Mateuszek mieszka wraz z babcią w małym domku. Wokół niego rośnie wiele drzew, a wśród nich stary dąb i brzózki. Dąb postanawia opowiedzieć swoim towarzyszkom historię o Mateuszku. Chłopczyk był niegdyś bardzo niegrzeczny. Niszczył wszystko i niczego nie szanował. Wówczas drzewa obraziły się na niego i odeszły. W momencie, gdy ich zabrakło, Mateuszek zrozumiał, iż stracił nie tylko cień, który drzewa dawały mu w upalne dni, ale i wiernych przyjaciół. Chłopiec postanawia je przeprosić. Po powrocie drzewa przekonały się, iż Mateuszek zmienił się na lepsze.

## Animatorzy
Ł. Popow, Je. Trunow, Boris Czani, I. Stariuk

## Wersja polska
Seria: Bajki rosyjskie (odc. 9)
W wersji polskiej udział wzięli:
- Cynthia Kaszyńska
- Monika Wierzbicka
- Beata Jankowska
- Małgorzata Olszewska
- Cezary Kwieciński
- Ryszard Olesiński

i inni
Realizacja:
- Reżyseria: Stanisław Pieniak
- Dialogi: Stanisława Dziedziczak
- Teksty piosenek i wierszy: Andrzej Brzeski
- Opracowanie muzyczne: Janusz Tylman, Eugeniusz Majchrzak
- Dźwięk: Robert Mościcki, Jan Jakub Milęcki, Jerzy Rogowiec
- Montaż: Elżbieta Joël
- Kierownictwo produkcji: Ala Siejko
- Opracowanie: Telewizyjne Studia Dźwięku – Warszawa
- Lektor: Krzysztof Strużycki